# Jardelund
Jardelund (in danese Jarlund o Jardelund) è un comune di 315 abitanti dello Schleswig-Holstein, in Germania.
Appartiene al circondario (Kreis) di Schleswig-Flensburgo (targa SL) ed è parte della comunità amministrativa (Amt) di Schafflund.